# Mariute
Mariute er en italiensk stumfilm fra 1918 af Edoardo Bencivenga.

## Medvirkende
- Alberto Albertini
- Francesca Bertini
- Camillo De Riso
- Livio Pavanelli
- Gustavo Serena